# تری گیلیام
تِرِنس وِنس «تری» گیلیام (به انگلیسی: Terrence Vance "Terry" Gilliam) (زاده ۲۲ نوامبر ۱۹۴۰ در جنوا) کارگردان، فیلم‌نامه‌نویس، انیماتور و بازیگر بریتانیایی زاده آمریکا است. او به‌خاطر خلق چندین اثر برجسته همچون دزدان زمان (۱۹۸۱)، برزیل (۱۹۸۵)، پادشاه ماهیگیر (۱۹۹۱) و دوازده میمون (۱۹۹۵) شناخته شده‌است.

## حرفه
تری گیلیام در سال ۱۹۴۰ در مدیسین لیک ایالت مینه‌سوتا زاده شد. او فعالیت هنری‌اش را با کشیدن کاریکاتور در نشریات آمریکایی و طراحی هنری برای فیلم‌ها آغاز کرد. گیلیام از اعضای گروه کمدی مانتی پایتن بود. گیلیام نخستین فیلم خود را با نام «مانتی پایتن و جام مقدس» در سال ۱۹۷۵ کارگردانی کرد. او در سال ۱۹۸۵ فیلم برزیل را ساخت که بسیار مورد توجه قرار گرفت. او برای نگارش فیلم‌نامه این فیلم در همان سال نامزد دریافت جایزه اسکار شد. آخرین فیلم گیلیام، تصورات دکتر پارناسوس است که آن را در سال ۲۰۰۹ با حضور نیمه‌کاره هیت لجر کارگردانی کرد. او برای حفظ صحنه‌های فیلمبرداری‌شده از لجر، باقی‌ماندهٔ بازی‌های نقش او را به سه بخش تقسیم کرد و به سه بازیگر دیگر، یعنی جانی دپ، جود لاو و کالین فارل سپرد. فیلم بعدی او به نام «مردی که دن کیشوت را کشت» هم‌اکنون در مرحله پیش‌تولید قرار دارد.

## فیلم‌شناسی

### کارگردانی
به عنوان کارگردان:
- مانتی پایتون و جام مقدس (۱۹۷۵، کارگردان همکار: تری جونز)
- جابرواکی (۱۹۷۷)
- سارقان زمان (۱۹۸۱)
- برزیل (فیلم ۱۹۸۵) (۱۹۸۵)
- ماجراهای بارن مایچوزن (۱۹۸۸)
- شاه ماهیگیر (۱۹۹۱)
- ۱۲ میمون (۱۹۹۵)
- ترس و نفرت در لاس وگاس (۱۹۹۸)
- برادران گریم (فیلم) (۲۰۰۵)
- سرزمین موج‌ها (۲۰۰۵)
- دکتر پارناسوس، مردی که به شیطان رو دست زد (۲۰۰۹)
- قضیه صفر (۲۰۱۳)
- مردی که دن کیشوت را کشت (۲۰۱۸)
- بای بای کله‌پوک‌ها (۲۰۲۰)

## جایزه‌ها
- ۲۰۰۵: جایزه فیپرشی جشنواره فیلم سن سباستین - سرزمین موج‌ها
- ۱۹۹۷: جایزه بهترین کارگردان جوایز امپراطوری بریتانیا - دوازده میمون
- ۱۹۹۱: جایزه بهترین فیلم از نگاه تماشاگران جشنواره فیلم تورنتو - پادشاه ماهیگیر
- ۱۹۹۱: جایزه شیر نقره‌ای جشنواره فیلم ونیز - پادشاه ماهیگیر
- ۱۹۸۵: جایزه بهترین کارگردان و بهترین فیلمنامه انجمن منتقدان فیلم لس آنجلس - برزیل
- ۱۹۷۰: جایزه ویژه مراسم بفتا - گرافیک انیمیشن مانتی پایتن[۲]